# Petite Duche
La Petite Duche est un ruisseau français du département de la Dordogne, principal affluent de la Duche et sous-affluent de la Dordogne par l’Isle.

## Géographie

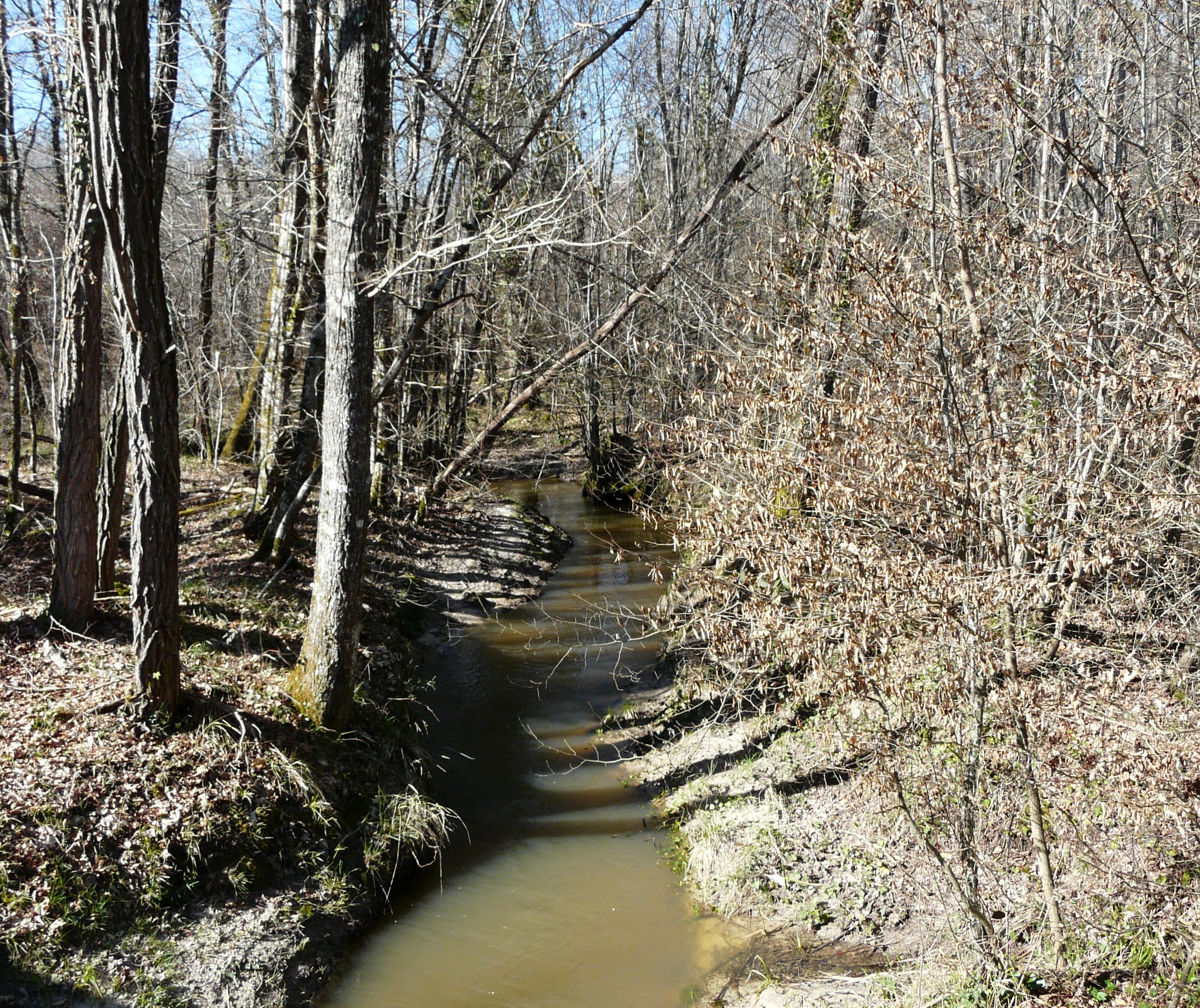
La Petite Duche au pont de la RD 41, en limites d'Eygurande-et-Gardedeuil et de Servanches.

La Petite Duche prend sa source à 114 mètres d'altitude au cœur de la forêt de la Double sur la commune de Servanches, au sud de la route départementale (RD) 108, un kilomètre à l'ouest du bourg, au lieu-dit le Signal, à une cinquantaine de mètres du territoire communal de Saint Aulaye-Puymangou (territoire de l'ancienne commune de Saint-Aulaye).
Elle alimente l'étang du Parent, passe sous la RD 11 au lieu-dit la Duche puis alimente l'étang de la Duche. Elle sert de limite entre les communes d'Eygurande-et-Gardedeuil et Servanches sur plus d'un kilomètre, passant sous la RD 41 au pont de Caraco. Elle reçoit sur sa gauche le ruisseau de Celles puis passe sous la RD 40. Elle marque la limite entre Eygurande-et Gardedeuil et Saint-Barthélemy-de-Bellegarde sur un kilomètre avant de passer une seconde fois sous la RD 11. Elle alimente l'étang de Chabasse, est franchie par la RD 730 puis sert de limite entre Eygurande-et Gardedeuil et Montpon-Ménestérol sur deux kilomètres et demi, rejoignant la Duche en rive droite, trois kilomètres au nord du bourg de Ménesplet, au nord du lieu-dit les Brégoux.
Selon le Sandre, la Petite Duche a une longueur de 16,5 kilomètres.

### Communes, arrondissement et département traversés
À l'intérieur du département de la Dordogne, la Petite Duche arrose quatre communes : Servanches (source), Saint-Barthélemy-de-Bellegarde, Eygurande-et-Gardedeuil (confluence) et Montpon-Ménestérol (confluence), situées dans l'arrondissement de Périgueux.

### Bassin versant
Le bassin versant de la Petite Duche s'étend sur 38 km2.
Il est constitué à 70,11 % de « forêts et milieux semi-naturels » et à 31.11 % de « territoires agricoles ».
Outre les quatre communes baignées par la Petite Duche, le bassin versant en concerne une autre, La Roche-Chalais (sur le territoire de l'ancienne commune de Saint-Michel-l'Écluse-et-Léparon), arrosée par un affluent sans nom qui alimente les étangs du Petit Laurent.

### Affluents
Parmi les neuf affluents répertoriés par le Sandre, trois portent un nom, soit d'amont vers l'aval :
- le ruisseau de Chante-Loup (rd[note 1]), avec 1,3 km[3], qui alimente l'étang de Belliquet ;
- le ruisseau des Celles ou ruisseau de Courbarieux (rg), avec 2,2 km[4] ;
- le Charbonnier (rd), avec 3,3 km[5] qui alimente plusieurs étangs : de Chauvet, du Bouquet et de l'Abbé.

Aucun affluent n'ayant lui-même d'affluent, le nombre de Strahler de la Petite Duche est de deux.

## Environnement
Les vallées et étangs du bassin versant de la Petite Duche sont doublement protégés dans leur intégralité : par la zone naturelle d'intérêt écologique, faunistique et floristique (ZNIEFF) de type II des « vallées et étangs de la Double »,, et par le réseau Natura 2000 pour les « vallées de la Double »,. Comme les autres vallées en forêt de la Double, il s'agit d'un site important pour la conservation d'espèces animales européennes menacées : la loutre d'Europe (Lutra lutra), le vison d'Europe (Mustela lutreola), le chabot fluviatile (Cottus perifretum), la lamproie de Planer (Lampetra planeri), la cistude d'Europe (Emys orbicularis), l'écrevisse à pattes blanches (Austropotamobius pallipes), le cuivré des marais (Lycaena dispar), le damier de la succise (Euphydryas aurinia), le fadet des laîches (Coenonympha oedippus) et le gomphe de Graslin (Gomphus graslinii).